# 上海新国际博览中心

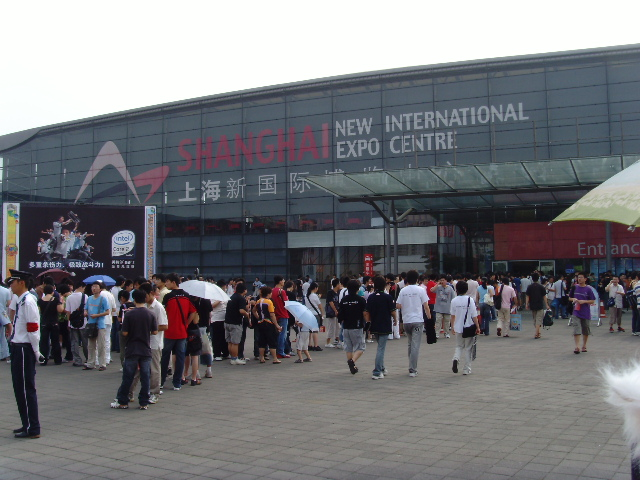
上海新国际博览中心

上海新国际博览中心（英文：Shanghai New International Expo Centre，簡稱：SNIEC），是上海市一個大型展覽中心，位於浦东新区龙阳路2345號，1999年11月4日進行奠基，2001年11月2日正式開幕。
上海新国际博览中心股份有限公司是个中德合资企业。中方伙伴是上海陆家嘴展览发展有限公司，德方伙伴是德國漢諾威展覽公司、杜塞爾多夫展覽公司及慕尼黑展覽有限公司。由美國Murphy/Jahn設計事務所負責設計。总经理自从2006年起是德方派来的董汉友。
博覽中心第一期包括南面入口，西側的1至4號展覽廳，及南面的地鐵車站連接通道。第一期投資額為9900萬美元。
現時落成的展覽廳有17個，皆為無柱設計，每個展覽廳大小為70乘185米，全部展覽廳總面積共有200，000平方米，室外展覽面積則有100,000平方米。擴建工程於2012年初完成。博覽中心和它的周围的設施包括展覽館、會議中心、商務中心、酒店、銀行、郵電、運輸服務、餐飲等。
2022年3月29日，上海新国际博览中心被改造為2022年3月上海市2019冠状病毒病聚集性疫情期间的临时集中隔离收治点。

## 主要活動

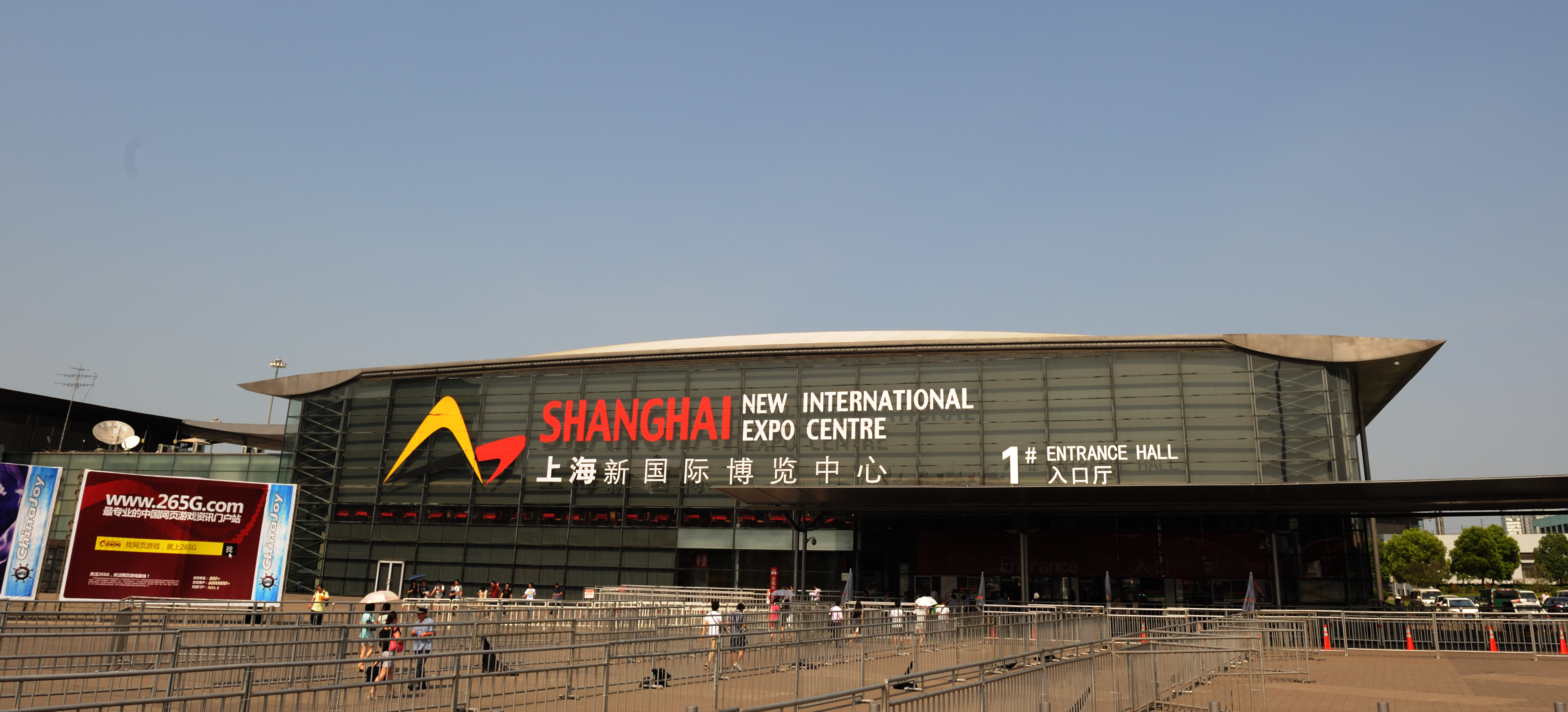
上海新国际博览中心正门

- CeBIT Asia
- 上海国际汽车展
- 中国国际工业博览会
- 中国华东进出口商品交易会
- 上海電視節／上海國際電影節
- 中国国际家具展览会
- 中国玩具展
- 中国国际上海电子展
- 第三屆中國國際線纜及線材展覽會
- 中国国际数码互动娱乐展览会

## 交通
- 上海轨道交通2号线：龙阳路站步行15分鐘
- 上海轨道交通7号线：花木路站
- 上海磁浮示范运营线：龙阳路站步行15分鐘
- 免費穿梭巴士
- 上海公交
  - 983、大橋五線、大橋六線、方川線、申江線、機場三線

## 外部連結
- 上海新国际博览中心（页面存档备份，存于）

31°12′40″N 121°33′47″E / 31.21111°N 121.56306°E